# Jakobína Jakobsdóttir
Jakobína Valdís Jakobsdóttir (* 21. November 1932 in Reykjavík) ist eine ehemalige isländische Skirennläuferin.

## Karriere
Jakobína Jakobsdóttir nahm an den Olympischen Winterspielen 1952 teil. Sie ging im Abfahrtslauf, Slalom und Riesenslalom an den Start.